# ترمیاس

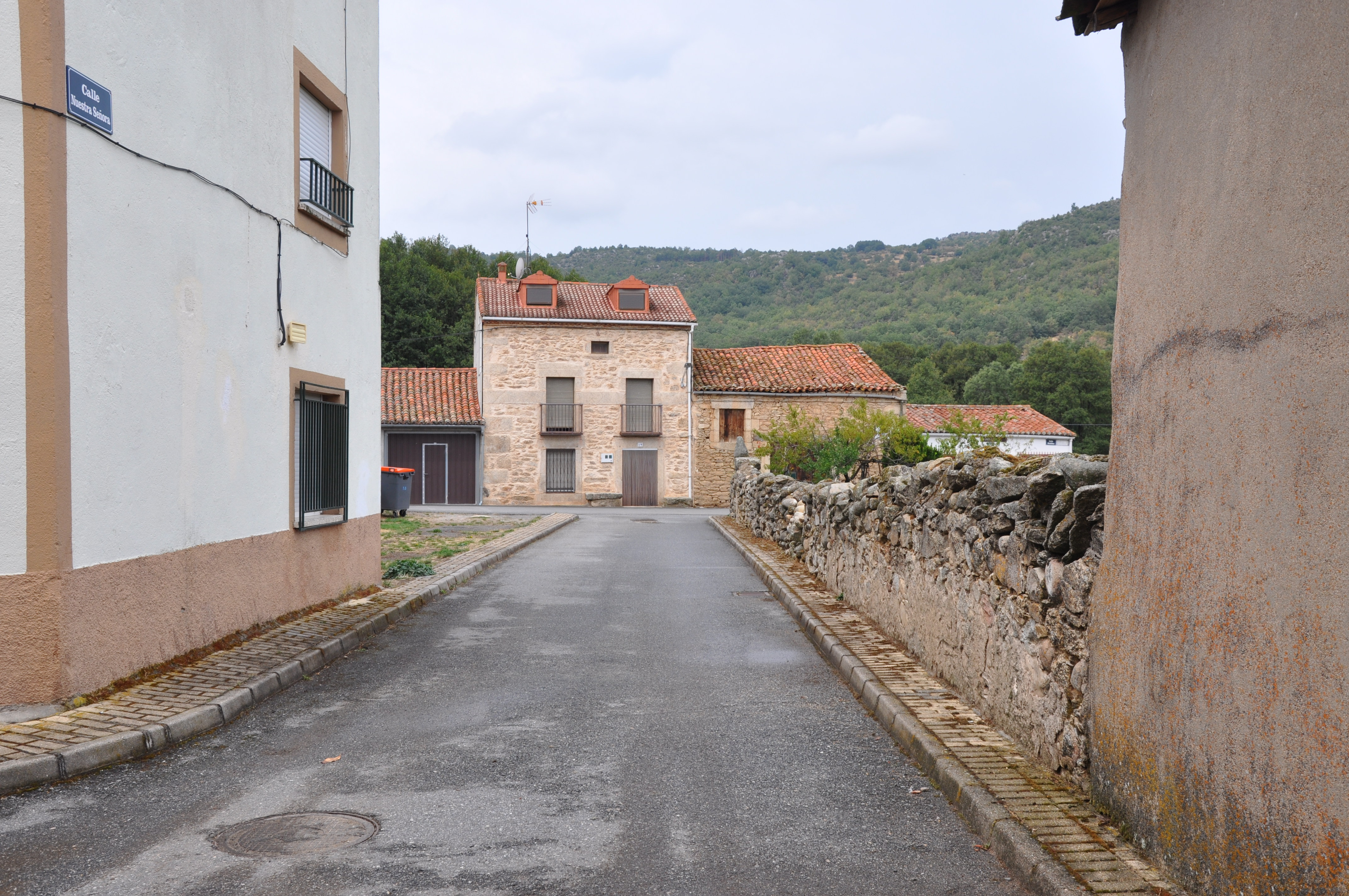
منطقه مسکونی در اسپانیا.

ترمیاس دهستانی در استان آبیلای اسپانیا است.
در این دهستان ۱۰۷ نفر زندگی می‌کنند. مساحت این دهستان ۹٫۱۴ کیلومتر مربع است.